# Lijst van Nederlandse eilanden
Deze pagina bevat een lijst van de eilanden behorend bij het Koninkrijk der Nederlanden, verdeeld in bewoonde en onbewoonde eilanden. Ook de eilanden in de Caraïben zijn in de lijst opgenomen. 

## Lijst van de grootste eilanden
| Naam               | locatie                               | oppervlakte | inwoners |
| ------------------ | ------------------------------------- | ----------- | -------- |
| Flevopolder        | provincie Flevoland                   | 970 km²     | 317.000  |
| Texel              | provincie Noord-Holland; Waddeneiland | 161,96 km²  | 13.628   |
| Bonaire            | Caribisch Nederland                   | 288 km²     | 20.104   |
| Schouwen-Duiveland | provincie Zeeland                     | 488,94 km²  | 34.148   |
| Goeree-Overflakkee | provincie Zuid-Holland                | 422,35 km²  | 51.054   |
| Aruba              | land binnen het Koninkrijk            | 180 km²     | 119.428  |
| Curaçao            | land binnen het Koninkrijk            | 444 km²     | 158.040  |
| Sint Maarten       | land binnen het Koninkrijk            | 34 km²      | 43.847   |

## Waddeneilanden

### Bewoond
- Texel
- Vlieland
- Terschelling
- Ameland
- Schiermonnikoog

### Onbewoond
- Noorderhaaks
- Richel
- Griend
- Het Rif
- Engelsmanplaat
- Simonszand
- Rottumerplaat
- Rottumeroog
- Zuiderduintjes

### Voormalig
- Huisduinen
- Callantsoog

## Noord-Holland

### Bewoond
- Westwouderpolder

## Zuid-Holland

### Bewoond
- Eiland van Dordrecht
- Goeree-Overflakkee
- Hoeksche Waard
- Kagereiland
- IJsselmonde
- Rozenburg
- Tiengemeten
- Voorne-Putten

### Onbewoond
- Natuureiland Sophiapolder

## Zeeland

### Bewoond
De grote, bewoonde eilanden van Zeeland zijn allen met het vasteland verbonden. Walcheren en Zuid-Beveland vormen door successievelijke landaanwinning in feite samen een groot schiereiland. Ook Tholen en Sint-Philipsland zijn als schiereilanden te beschouwen. Schouwen-Duiveland en Noord-Beveland worden nog wel geheel door water omgeven, op de dammen en bruggen na die ze aan naburige (schier)eilanden verbinden.
- Schouwen-Duiveland (via 2 dammen verbonden met het Zuid-Hollandse Goeree-Overflakkee en Tholen en via de Oosterscheldekering en de Zeelandbrug met Noord-Beveland)
- Noord-Beveland (met 2 dammen verbonden met Walcheren en Zuid-Beveland)
- Walcheren (vast verbonden met Zuid-Beveland)
- Zuid-Beveland
- Sint-Philipsland (met 3 dammen verbonden)
- Tholen (met 2 dammen verbonden)

### Onbewoond
- Neeltje Jans
- Krammer
- Mosselplaat
- Haringvreter

## Eilanden in hetIJsselmeerof de voormaligeZuiderzee

### Bewoond
- Flevopolder (kunstmatig; via diverse bruggen en de Houtribdijk verbonden met het vasteland)

### Onbewoond
- IJsseloog
- Pampus
- Vuurtoreneiland
- De Kreupel
- Makkumer Noordwaard

### Voormalig
- Marken (door dijk verbonden met vasteland)
- Wieringen (grenzend aan Wieringermeer)
- Schokland (omgeven door Noordoostpolder)
- Urk (grenzend aan Noordoostpolder)

## Caribisch Nederland

### Bewoond
- Bonaire
- Saba
- Sint Eustatius

### Onbewoond
- Klein Bonaire
- Green Island

## Aruba

### Bewoond
- Aruba

## Curaçao

### Bewoond
- Curaçao

### Onbewoond
- Klein Curaçao

## Sint Maarten

### Bewoond
- Sint Maarten (gedeeltelijk, noordelijk deel hoort bij Frankrijk)

### Onbewoond
- Guana Key
- Hen & Chickens
- Cow & Calff
- Molly Beday
- Pelikan Key